# Godło Islamskiej Republiki Afganistanu

Godło Islamskiej Republiki Afganistanu 2013–2021

Godło Islamskiej Republiki Afganistanu – godło państwowe Afganistanu w latach 2006–2021.
Przedstawiało ono stylizowany meczet z dwoma minaretami, a w nim kilka najważniejszych, pod względem religijnym, elementów architektonicznych z jego wnętrza: mihrab – niszę wskazującą kierunek, w którym znajduje się Mekka (al-kibla) oraz minbar (podwyższenie, rodzaj kazalnicy) i dakkę (podium obok minbaru, z którego czyta się Koran) a także prowadzące do nich schodki. Po obu stronach meczetu powiewają flagi.
Wybór meczetu na główny element godła z jednej strony podkreślać miał znaczenie islamu w życiu kraju, z drugiej nawiązywał do historycznych godeł tego kraju z lat 1901–1919 i późniejszych (m.in. 1930–1973).
Pod meczetem umieszczona była data roczna 1298, zapisana oryginalnymi cyframi arabskimi (١٢٩٨), która to data w kalendarzu irańskim odpowiada dacie 1919 w kalendarzu gregoriańskim. Rok ten jest początkiem suwerennego państwa Afganistan.
Wizerunek meczetu otoczony był przez dwa wieńce ze stylizowanych kłosów zboża, symbolizujących rolnictwo i jedność kraju, przepasanych białą wstęgą.
W górnej części godła, pomiędzy oboma końcami wieńca, znajdował się arabski napis z tekstem islamskiego wyznania wiary – szahady: La ilaha illa Llahu, wa Muhammadun rosulu Llahi (Nie ma boga prócz Boga (Allaha), a Mahomet jest posłańcem (prorokiem) Boga), pod nim stylizowane promienie słońca, a poniżej – kolejny napis: Allah akbar (Bóg jest wielki). U dołu godła, na opasającej wieńce kłosów białej szarfie, znajdowała się nazwa państwa zapisana pismem arabskim – افغانستان (Afganistan).
Powyższa wersja godła państwowego Islamskiej Republiki Afganistanu obowiązywała od 4 stycznia 2004 r. Zastąpiła poprzednio obowiązujące godło, różniące się drobnymi szczegółami – dodano promienie słońca oraz zastąpiono datę roczną 1348 rokiem 1298. Poprzednia data – 1348 odpowiadała dacie koronacji Nadir Szacha tj. rokowi 1929 w kalendarzu gregoriańskim; zapis ten jednak był poczyniony według rachuby lat kalendarza muzułmańskiego, zaś nowa data – 1298 odpowiada gregoriańskiemu rokowi 1919, zaś rachuba lat czyniona jest według kalendarza irańskiego.
Godło Islamskiej Republiki Afganistanu (podobnie jak znaczna większość poprzednich symboli tego państwa) było umieszczone na fladze państwowej Afganistanu.
Wraz z przejęciem władzy przez Talibów w Afganistanie i jednoczesnym ogłoszeniem przez nich Islamskiego Emiratu Afganistanu to godło przestało być obowiązujące.